# 羅伯特·喬治·哈靈頓
羅伯特·喬治·哈靈頓（［英］，1904–1987）是曾在帕洛瑪天文台工作的美國天文學家 。不要與曾在美國海軍天文台工作的羅伯特·薩頓·哈靈頓混淆了，後者也是位天文學家，但出生的比較晚。
他發現或共同發現了幾顆彗星，包括週期彗星沃夫-哈靈頓彗星（43P/Wolf–Harrington）、哈靈頓彗星（51P/Harrington） （在1953年發現）、哈靈頓-阿貝爾彗星（在1955年與喬治·阿貝爾共同發現）和與艾伯特·喬治·威爾遜於1949年共同發現，於1988年成為彗星/小行星的 (4015) 威爾遜-哈靈頓。
哈靈頓與弗里茨·茲威基共同發現球狀星團帕羅馬12。
但是小行星(3216) 哈靈頓是以羅伯特·薩頓·哈靈頓之名命名的，不是羅伯特·喬治·哈靈頓。然而，他的名字是與小行星/彗星的107P/威爾遜-哈靈頓相關聯的。